# Атанасије Брестски
Свети Атанасије Брестски (1595 — 1648) је православни светитељ из 17. века. Био је игуман манастира Светог Симеона у Бресту у Белорусији. Канонизован је од стране Руске православне цркве у лице преподобномученика.

## Житије
Житије светог Атанасија је познато из његовог дневника аутобиографске природе, и других списа и писама који су сачувани након његове смрти.
Рођен је око 1595. године у занатлијској породици. Пре монашења носио је презиме Филиповић. Студирао је у школи манастира Силаска Светог Духа у Вилњусу. По завршетку студија постао је учитељ.
1627. године је узео монашки завет и живео у манастиру Кутеинско Богојављење, а затим у Межигирском манастиру. 1632. године је рукоположен за свештеника и изабран за игумана Добојиског манастира. 1636. године манастир су преузели унијати, приморавајући Атанасије да га напусти и оде у Купиатитски манастир. У њему је написао "жалосни лист" Богородици Марији у коме је говорио о потлачености православних.
1638. године Атанасије се вратио у свој манастир, а 1640. је изабран за игумана манастира Светог Симеона у Бресту. Одатле је активно радио на враћању унијата који су насилно прихватили римокатолицизам, након Брестовске уније, у православну цркву.
У периоду од 1643.--1968. године је више пута хапшен и суђен, јер се борио за православље. У затворима је написао серију есеја у којима је изнео своје мишљење о Унији и њеним последицама за православље.
Након што је одбио да прими унију и одбаци православље 5. септембра 1648. године Атанасије је био подвргнут окрутној казни: сахрањен је жив у земљу.
Његово тело је пронађено тек у мају 1649. године, и тада је сахрањен у манастиру Светог Симеона у Бресту. Поштован је као светитељ одмах након смрти.
Ковчег са моштима светог Атанасија чувају се у саборној цркви у Бресту.
Православна црква прославља светог Атанасија 20. јула и 5. септембра (по јулијанском календару) и у трећој недељи Педесетнице заједно са осталим светитељима Белорусије.